# Алагир
Алаги́р (рос. Алагир, ос. Алагир) — місто, центр Алагирського району Північної Осетії, на річці Ардоні.
Населення 19.7 тис. (2008).

## Промисловість
- 3аводи — цементний, будматеріалів, консервний; транспортно-механічні майстерні, мебльова фабрика
- Поблизу Алагиру — відоме Садонське родовище свинцево-цинкових руд та поклади мергелю
- За 9 км від Алагиру— бальнеологічний курорт Тамиськ.

| Росія | Це незавершена стаття з географії Росії. Ви можете допомогти проєкту, виправивши або дописавши її. |